# Acima do Nível do Mar - 15 Anos
Acima do Nível do Mar é um álbum acústico ao vivo da banda Catedral, lançado em Dezembro de 2003 pela gravadora Line Records com parceria com a Record Music. O DVD foi gravado no Teatro Record no Rio de Janeiro. A obra faz uma retrospectiva dos sucessos antigos do Catedral em comemoração aos 15 anos da banda com a produção de Carlos Trilha e direção de vídeo de João Elias Jr. Mesmo sem uma grande divulgação nacional inicialmente, o álbum vendeu em menos de um mês 50 mil cópias. O clipe do hit Quem Disse Que O Amor Pode Acabar? estreou em março de 2004 na MTV e em poucos dias, já estava em segundo lugar entre os mais pedidos. O hit esteve nas paradas de sucesso nas rádios de São Paulo e Rio de Janeiro. O álbum teve a participação de Beno Cesar, diretor artístico na época da Line Records, na faixa ''Chame a Deus''. 
A música "A Tempestade e o Sol" foi composta em homenagem ao guitarrista da banda, José Cezar Motta, falecido em um acidente automobilístico ocorrido em 2003.
O álbum vendeu mais de 200 mil cópias no Brasil, obtendo grande sucesso do público e da crítica.

## Faixas
1. "Cotidiano"
2. "Hoje"
3. "O Nosso Amor"
4. "Quem disse que o Amor pode Acabar?"
5. "Sabe Lá"
6. "O Sentido"
7. "Sobre muitas Coisas"
8. "Chame a Deus"
9. "Eu quero Sol nesse Jardim"
10. "Eu Amo Mais Você"
11. "Drogas"
12. "A Tempestade e o Sol"
13. "Rio de Janeiro a Dezembro"
14. "Tchau"

## Ficha técnica
- Kim: Vocal e violão de aço e nylon
- Júlio Cesar: Baixolão
- Guilherme Morgado: Bateria e percussão
- Carlos Trilha:Piano
- Eduardo Lissi: Violões